# Ana María Zeno
Ana María Zeno de Luque (Rosario, 7 de junio de 1922-Rosario, 1 de agosto de 2011) fue una médica generalista, profesora, ginecóloga, sexóloga argentina, con especial énfasis en la problemática de la educación sexual, y especializada en medicina social.

## Primeros años
Era hija del destacado cirujano Artemio Zeno que organizaba tertulias de artistas, en su propio domicilio; y sobrina de otro notable cirujano Lelio Zeno. 
En 1948, obtuvo su diploma de médica por la Universidad Nacional del Litoral, en la Facultad de Medicina, Farmacia y Ramos Menores (hoy Facultad de Medicina dependiente de la Universidad Nacional de Rosario (UNR). Y en 1968, el doctorado en medicina.

## Actividad profesional
Zeno fue una pionera en los años '70 acerca de la anticoncepción, en la que ginecólogos y obstetras mantenían discusiones acerca de esa controvertida área cultural de la sociedad.

«Muchas personas piensan que la educación sexual es entregar anticonceptivos y preservativos al azar, y aún cuestionan esos métodos casi siempre por creencias religiosas. Pero entonces, ¿cómo se lucha contra el sida? Tanto la religión como la ley deberían aggiornarse, incorporar nuevos conceptos para que la gente sea más responsable sexualmente, y evitar abortos».

 Escribió abundamentemente en columnas de opinión y en cartas de lectores de periódicos locales y nacionales. Junto a su marido, médico psiquiatra Dr. N. Luque, instalaron un consultorio que funcionó en el domicilio particular.
Fue una precursora en los temas reproductivos de la mujer. Cuando todavía se conocía poco acerca de educación sexual, Ana María Zeno promovía y formaba a orientadores y profesionales en la materia. Como ginecóloga fomentó la apertura de espacios para la atención de adolescentes con problemáticas sexuales en los hospitales, proclamando tanto en su vida profesional como personal, la importancia de hablar acerca de esos temas y de contar con políticas de salud sexual y reproductiva.
En 1978, fue miembro fundador de la «Asociación Rosarina de Educación Sexual» (ARES), y en 1983 del Instituto Kinsey de Sexología de Rosario (IKSR.
Desempeñó cargos a nivel municipal, provincial y nacional.

## Vida privada
Era madre de una hija desaparecida durante la dictadura militar argentina, y jamás abandonó su lucha por los derechos de la mujer.

## Honores
- 9 de diciembre de 2009 el Instituto Nacional contra la Discriminación, la Xenofobia y el Racismo, del Ministerio de Justicia, Seguridad y Derechos Humanos de la Nación delegación Santa Fe, junto a la Cámara de Diputados de la provincia, la homenajean (enlace roto disponible en Internet Archive; véase el historial, la primera versión y la última)..

- En octubre de 2005 fue reconocida por el Concejo Municipal de Rosario, como «Médica distinguida».

- Galardón Ana del Valle 2006 (enlace roto disponible en Internet Archive; véase el historial, la primera versión y la última)., por la Fundación Roberto A. Rovere, máxima distinción a la labor trascendental de la Mujer en la Sociedad Contemporánea.

Miembro
- Sociedad Sexológica Argentina,[1] y de su Comité de Ética de 2005 hasta su deceso.